# Thel
Thel is een voormalige gemeente in het Franse departement Rhône in de regio Auvergne-Rhône-Alpes en telt 294 inwoners (2004). De plaats maakt deel uit van het arrondissement Villefranche-sur-Saône. 

## Geschiedenis
In 2016 is de gemeente samen met de andere gemeenten Cours-la-Ville en Pont-Trambouze gefuseerd tot de commune nouvelle Cours.

## Geografie
De oppervlakte van Thel bedraagt 10,4 km², de bevolkingsdichtheid is 28,3 inwoners per km².
De onderstaande kaart toont de ligging van Thel met de belangrijkste infrastructuur en aangrenzende gemeenten.

## Demografie
Onderstaande figuur toont het verloop van het inwonertal (bron: INSEE-tellingen).